# 西口文也
西口 文也（にしぐち ふみや、1972年9月26日 - ）は、和歌山県和歌山市出身の元プロ野球選手（投手、右投右打）、プロ野球監督。
現役時代は1995年から2015年までの21年間にわたり西武ライオンズ（2008年以降は埼玉西武ライオンズ）一筋でプレーしたフランチャイズ・プレイヤーで、通算182勝を挙げた。愛称の「オツ」は、体型が陸上選手のジョセフ・オツオリに似ていることから。

## 経歴

### プロ入り前
市立西和佐小学校から市立高積中学校までは遊撃手、外野手としてプレー。和歌山県立和歌山商業高等学校では1年生だった1988年の途中から、当時部員が10人しかいない人手不足で、同学年に1人しか投手がいなかったという台所事情から投手を兼任。高校入学当初は二塁手を希望したが二塁手の動きが体に負担で筋肉痛がひどくなり、即座に二塁手失格を言い渡され、それからピッチングマシーンもない部内の環境で打撃投手をしていた中で良い球を投げることに目を付けられて投手に転向した。高校時代は無名であり、3年生だった1990年には夏の甲子園県予選準々決勝に進むが、星林高等学校に敗退した。高校時代はストレートとカーブしか球種が無く、速球の最高球速は136 km/h。
立正大学入学後は投手に専念して活躍。当時の立正大は東都大学野球リーグ二部に低迷していたが、2年生だった1992年春季二部リーグで最優秀投手賞を受賞している。以降はエース格の働きを見せ、3年生だった1993年秋季リーグで5勝を挙げ二部優勝。東京農業大学との入替戦を制して一部リーグに昇格するが、4年生として迎えた翌1994年の春季リーグでは一部最下位となり国士舘大学に入替戦で敗れまたも二部陥落。二部リーグで迎えた最後のリーグ戦である同年の秋季リーグで優勝し、入替戦で4年同期入来祐作投手擁する亜細亜大学を相手に2勝を挙げる活躍で、一部昇格を置き土産にした。一部リーグ通算5試合に登板、0勝3敗、防御率1.74、39奪三振を記録。二部リーグ通算では28試合、14勝4敗。後のプロ野球での決め球となるスライダーはこの大学時代に会得したもので、大学入学してからカーブが曲がらなくなるスランプに陥ったため曲がる投げ方を探していたらスライダーに行き着いた。大学時代には球速が最速で137 km/hから148 km/hまでアップした。
西口を担当していた西武ライオンズのスカウトは当初、酒井弘樹を視察していたが、西口を見て「こっちのほうがいい」と目を付けたことからプロ入りの道が開けた。
1994年のドラフト会議で、西武から3巡目で指名を受けて入団。背番号は13で、2015年に現役を引退するまで21年間にわたり着用した。なおドラフト会議前には中日ドラゴンズ（セントラル・リーグ）も紀田彰一（横浜高校）の抽選を外した場合の1位指名候補として、西口と同郷の金森隆浩（立命館大学）の2人をリストアップしていたが、結局は西口ではなく金森を1位指名した。しかし西口が後に西武で通算182勝を挙げた一方、金森は一軍未勝利（通算2試合登板）のまま現役生活を終えている。当時中日の関西地区担当スカウトだった中田宗男は高校時代から西口と金森それぞれのスカウティングを担当しており、西口は高校卒業時のドラフト会議で指名を検討したものの、その時は立正大に進学することから指名を断念したという。中田によれば同年のドラフト当時、関東地区担当スカウトの堀江忠一が西口のスライダーの切れの良さを高く評価していたが、当時の中日スカウト陣はスカウト部長の岡田悦哉の方針により、自身の担当地区以外の選手を見ることが事実上できなかったため、中田は大学進学後の西口の投球を見ておらず、岡田から2人のどちらが良いか質問され、高校時代に限れば西口よりも金森の方が好素材だと感じていたということを話したところ、岡田は金森を紀田の外れ1位として指名することを決断したという。

### 西武時代
1995年、富岡久貴とともにアメリカの独立リーグであるノーザンリーグのスーシティ・エクスプローラーズに野球留学し、後の決め球となるチェンジアップを習得。後半戦で初完投・初完封勝利を記録。
1996年には開幕から先発ローテーションに入り、初めて規定投球回（リーグ7位、防御率3.17）にも達する。キップ・グロス（日本ハムファイターズ）に次ぐパ・リーグ2位の16勝を挙げ、奪三振数173も工藤公康（福岡ダイエーホークス）に次ぐパ・リーグ2位を記録。また、リーグ最多完投13を記録した。オールスターにも監督推薦で初選出された。9月23日の対近鉄24回戦では5回無死から7回二死まで8連続奪三振をし、この試合初回2番水口栄二の安打以外は全て打ち取り無四球完封勝利の準完全試合となった。
1997年は初の開幕投手を務める。優勝争いの佳境の9月以降は先発登板に加えてリリーフ登板もこなした。小池秀郎（近鉄バファローズ）と共に15勝を挙げてパ・リーグの最多勝を獲得したほか、最多奪三振（192奪三振）・最高勝率 (.750) ・ベストナイン・ゴールデングラブ賞・沢村賞・MVPを受賞した。ヤクルトスワローズとの日本シリーズでは、第1戦（10月18日・西武球場）で石井一久と投げ合ったが、8回表にジム・テータムからソロ本塁打を打たれ、0対1で敗れた。第5戦（10月23日・明治神宮野球場）でも先発登板したが、5回3失点で敗戦投手になり、チームも敗退した。
1998年も開幕投手を務めたが、一向に調子が上がらず、5月半ばまでで1勝5敗の成績からリリーフに回された。しかしリリーフでも8試合0勝2敗4セーブ防御率6.94と復調の兆しが見えない中、6月15日に一軍投手コーチの森繁和が二軍コーチへの降格が報道された。その2日後の6月17日に先発復帰すると、シーズン初完封を記録し、次の試合も連続完封勝利を挙げてからは復調。最終的に武田一浩（ダイエー）・黒木知宏（千葉ロッテマリーンズ）とともに13勝を挙げ、2年連続のパ・リーグ最多勝を獲得。また最多奪三振（148個）・ベストナイン・ゴールデングラブ賞も2年連続で獲得し、チームもパ・リーグ2連覇を果たした。横浜ベイスターズとの日本シリーズでは第1戦（10月18日・横浜スタジアム）で先発登板したが、横浜の「マシンガン打線」に打ち込まれて4失点を喫し、3回に降板。10月21日の第3戦予定の日に試合は雨天延期となったが、風邪による発熱を発症し点滴療養する。第5戦（10月24日・西武ドーム）では当初、先発登板予定だったが風邪に加え、腰痛も発症し急遽先発を回避し横田久則が代役先発に上がることになった。横浜に王手を掛けられ、3勝2敗で迎えた第6戦（10月26日・横浜スタジアム）では7回まで横浜打線を無失点に抑えたが、味方打線も川村丈夫に無失点に抑えられ、8回に2失点を許し敗戦投手になった。
1999年は3年連続で開幕投手を務める。チーム最多勝は新人の松坂大輔に奪われたが、2年連続で最多完封勝利を記録した。また、同年9月19日のオリックス・ブルーウェーブ戦（西武ドーム）で8回二死まで無安打の投球をしていた。三輪隆に内野安打を許し、記録は途切れたが、エピソードの「幻の完全試合・2度のノーヒットノーラン未遂、被安打1の「準」完全試合」に加え、この試合が語られている。
2000年は右足内転筋を痛めて約1か月半離脱、シーズン成績は辛うじて2桁勝利と規定投球回はクリアしたがこの内転筋の怪我が後に持病となってしまった。
2001年は91与四死球と制球難に苦しみ、防御率が初の4点台に悪化した。
2002年はエース松坂が長期離脱の中チームを引っ張りチームトップ、リーグ2位となる15勝を挙げてリーグ優勝に貢献。3度目のゴールデングラブ賞を受賞した。読売ジャイアンツとの日本シリーズでは相手チームの本拠地の東京ドームでの相性の悪さ等もありチームが3連敗の中第4戦に先発し、5回を2安打2失点と粘りの投球で抑えるも6回に代わった松坂が勝ち越され、そのまま敗れ日本一を逃した。
2003年は右足のケガの悪化に不調も重なり、規定投球回数に届かない6勝・防御率6.84の成績に終わり、連続2桁勝利・連続防御率10傑入りが共に7年で途切れた。
2004年から禁煙・食事制限など節制に努めて復活を期し、3度右足内転筋を痛めて離脱したが10勝を挙げる。この年FA権を取得するが「これから西武で何勝できるかやってみたい」と発言し残留を決めた。怪我の影響でプレーオフは登板はなかったが、チームはリーグ優勝した。自身は中日ドラゴンズとの日本シリーズ第5戦に先発し、6回2/3を投げて3失点で敗戦投手となり中日の日本一に王手をかけられたが、チームはそこから2連勝し日本一を達成した。
2005年は開幕から絶好調でセ・パ交流戦では6勝を挙げて交流戦の初代最多勝投手に輝く。杉内俊哉とシーズン最多勝を争い、直接対決で敗れたため1勝及ばずタイトルを逃すが、自己最多の17勝を挙げた。防御率も初の2点台を記録した。なお、8月27日の対楽天戦では9回終了時点で完全試合だったものの味方が無得点のため延長戦となり、延長10回先頭打者に安打を許し記録達成を逃した。なお加えて四球も与えたものの得点は許さず、その裏に西武がサヨナラ勝ちしたため勝利投手となっている。
2006年は自身4度目となる開幕投手を務めたが、序盤は調子が上がらず負けが先行し、中盤以降に復調して9勝を挙げるが2桁勝利には届かなかった。
2007年に松坂がボストン・レッドソックスへ移籍し、5度目の開幕投手を務めて1999年以来の白星を記録。3・4月の月間MVPを初めて獲得した他、8月17日の対オリックス・バファローズ戦（グッドウィルドーム）に先発して、史上46人目の通算150勝を達成。9月18日の対オリックス戦では史上83人目の2000投球回を達成した。しかし6月以降の失速が響いて勝ち星は前年と同じ9勝（11敗）となり、プロ入り以来初めて負け越したシーズンとなった。
2008年は試合前半に打ち込まれる姿が目立ち、7月までは防御率6.35と苦しんだ。しかし後半は持ち直し、7月27日の対日本ハム戦で好投して以降は4勝1敗・防御率2.74と活躍、終盤のケガもあって前年より勝ち星は減ったが、レギュラーシーズンを勝ち越して終えた。巨人との日本シリーズでは第7戦に先発。初回に一死満塁のピンチを作ると暴投で先制点を与えたが、暴投時の打席の亀井義行、続く李承燁を打ち取り1失点で切り抜ける。しかし、2回には先頭の坂本勇人にソロ本塁打を打たれ2回2失点で降板した。その後チームは3回からの継投で一人の走者も出さないピッチングが打線の8回の逆転劇を呼び込み、4年ぶりの日本一を勝ち取った。
2009年も前年同様前半戦はローテーションに入ったものの、打ち込まれる試合が続いたほか、チーム事情もあって中継ぎに回される。しかし中継ぎでも打たれる場面が多く、防御率は2年連続の5点台、勝ち星も4勝に終わった。

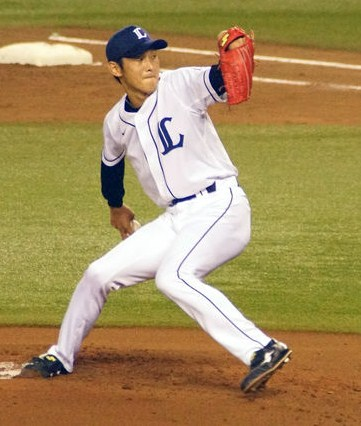
2012年7月6日 西武ドーム

不調を払拭するためにウエイトトレーニングに取り組んだ結果、翌年2010年には球速が145km/hまで回復し、終盤には好投も見せたが3年連続の防御率5点台・3勝に終わった。
2011年は開幕当初6人目の先発要員となり、前半戦は負け越していたが8月以降は7勝1敗、防御率2.00を記録した。8月28日には2006年以来となる完投勝利を2005年以来の完封で飾り、自身の先発登板連続無完投記録（102試合で当時の日本記録）をストップさせた。この試合により、ジョージア魂賞も受賞。10月12日には2005年以来、実に6年ぶりの2桁勝利を挙げ、迎えた10月18日の最終戦に先発、8回2失点140球で勝利し、チームをクライマックスシリーズ進出へと導いた。最終的に規定投球回には4イニング足らなかったものの、チームトップの11勝、防御率2.57を記録した。日本ハムとのクライマックスシリーズ1stステージ第2戦では7回0/3を1失点に抑え、ポストシーズン通算10試合目にして初勝利を挙げると共に、チームの2ndステージ進出を決めた。
2012年は短いイニングでマウンドを降りるケースが目立った。シーズン中盤に右肩痛に悩まされるようになり、投球内容が悪化して二軍落ちした。シーズン最後まで再調整を行うものの一軍昇格は見送られた。
2013年8月8日の日本ハム戦で先発し、高橋直樹が持っていた最年長先発投手の球団記録を更新した。この年はプロ入り初の未勝利でシーズンを終えた。
2014年は中継ぎで8試合に登板。2年連続で未勝利に終わり、プロ入り初の先発登板なしのシーズンとなった。
2015年は開幕二軍スタートとなったが、5月28日の巨人戦で一軍初登板を果たし、2年ぶりに先発したが4回4失点で降板した。結局この1試合で二軍落ちとなった。9月23日に現役引退を表明した。フランチャイズ・プレイヤー歴21年は伊東勤の22年に次ぐ記録。11月5日に日本野球機構（NPB）より任意引退公示された。

### 現役引退後
2015年10月、球団本部編成部に所属することが決まる。
2016年1月、2016年3月から4月の間、台湾の統一ライオンズ臨時コーチ就任が発表される。その前の同年2月、韓国プロ野球のハンファ・イーグルスで臨時コーチを務める。
2016年10月、翌2017年度の埼玉西武ライオンズの二軍投手コーチ就任が発表された。背番号は74。
2017年6月27日、一軍投手コーチを務めていた森慎二が病気療養で休養することが発表され、代わって西口が一軍投手コーチとしてブルペン部門を担当することとなった（翌28日、森は多臓器不全のため死去）。その後、2018年からは正式に一軍投手コーチとなり、2020年からはベンチ担当。
2022年からはファーム監督に就任。
2025年より、前年シーズン途中に休養した松井稼頭央、並びに代行を務めた渡辺久信の後任として、埼玉西武ライオンズの監督に就任することとなった。コーチ陣はヘッドコーチに鳥越裕介、野手チーフ兼打撃コーチに仁志敏久、内野守備走塁コーチに大引啓次が外部から招聘された。

## 選手としての特徴
現役時代はキレの良いスライダーを代名詞としていた。変化の大きいものから小さいもの、横変化の強いものや縦変化の強いものと様々な種類のスライダーを投げ分け、特に2ストライクに打者を追い込んでからは、時にフォークボールと見間違えられる程に鋭く縦に変化し、打者にスライダーを空振りしたのではなくフォークを空振りしたかのようなスイングをさせることがあった。好調時には高い確率で打者の空振りを誘い、早いカウントの時は小さな変化でストライクを稼ぐというように使い分けていた。速球はかつては150km/h以上（最速152km/h）を計測することもあったが、晩年は平均球速約138km/hに収まっていた。
本人が2024年3月5日公開分の『フルタの方程式』で語ったところによると、スライダーは思い切り手首を捻って投げたといい、手首で変化方向や変化量、緩急を調整したとのこと。速球の握りも親指の腹で握る特殊なものであった。ボールの握り方が通常と違うのは常人より掌と比べて指が非常に長いためであった。高校・大学時代には走り込みで体を作り、投げ込みや打撃投手の仕事でひたすら投球数を重ねて制球力を磨いた。
毎年20本前後の本塁打を打たれ、先発投手としては良い被安打率を誇る割には防御率が良くない。現役21年のプロ生活で10回の2桁勝利を達成している（9勝のシーズンも2回）が、規定投球回投げている年で防御率が3点未満になったのは1度だけである（2005年）。
また尻上がりに調子を上げていく傾向があり、西口いわく「僕はどうしても点差が開くと気が抜けて、投球が雑になってしまうタイプ」「投手戦の方が、気が張っていい結果が出る」という。
2006年6月4日の対読売ジャイアンツ6回戦（東京ドーム）で8回2/3を2失点完投して（この試合は9回サヨナラ負け）以降、2011年8月28日の北海道日本ハムファイターズ17回戦（西武ドーム）で後述する「幻の完全試合」となった2005年8月27日の東北楽天ゴールデンイーグルス戦以来の完封勝利を挙げるまで、先発での登板時に102試合連続で完投がなかった。この数字は、従来ケビン・ホッジスが持っていた81を大幅に更新する日本記録（当時）であった。後日、この記録について西口は、「おそらく、この記録は抜かれることはないと思いますから。どんなことでも記録として名前が残るのは、うれしいことです」と振り返っていたが、翌2012年には藤井秀悟が先発登板時に103試合連続完投なしとなり、西口の記録は1年あまりで更新された。
ゴールデングラブ賞を3度受賞している。西口は松坂と共に1997～2006年までの10年間パ・リーグゴールデングラブ賞投手部門を西武勢で独占した。
また1996年の近鉄戦に8者連続三振、2006年には通算1500奪三振を記録し、要した投球回数1729イニングは当時48人の達成者の中で石井一久、江夏豊、川口和久に次ぐ4番目のスピード記録であり、右投げでは歴代1位であった。1997年4月12日の対千葉ロッテマリーンズ戦（千葉マリンスタジアム）の2回裏に、史上4人目の1イニング4奪三振を記録している。2006年6月18日の対横浜ベイスターズ戦では12個の三振を奪い、1996年から11年連続で2桁奪三振試合を達成するというパ・リーグ新記録を樹立した。
本塁打が出やすいと言われている東京ドームでは、1996年8月3日の対日本ハムファイターズ戦から2007年6月24日の読売ジャイアンツ戦（交流戦）まで11年間勝ち星から遠ざかっていた(その余りの相性の悪さに2002年の巨人との日本シリーズではチーム最多の15勝を挙げたもののシリーズ開幕が東京ドームから西口の登板は第4戦まで無かった)。その後2012年6月8日の読売ジャイアンツ戦でも5回1/3を1失点で勝利投手となったが、これが西口にとって東京ドームでの現役最後の勝利となった。逆に大阪ドームでは1997年の開場以来、先発登板した試合では2003年5月20日まで敗戦投手にはなっていなかった。
日本シリーズには5回出場し7回登板したが、0勝5敗で1度も勝つことができなかった。

## エピソード

### 幻の完全試合・2度のノーヒットノーラン未遂
完全試合またはノーヒットノーラン達成まで「残りアウト1つ」の場面で、いずれも「28人目の打者」を相手に安打を打たれて大記録達成を逃し完封・完投どまりになったことが3度ある。すなわち、「相手打者27人」を3度「無安打無得点」に抑え、そのうち1度は「パーフェクトピッチング」だった。以下に概要を記す。
2002年8月26日、対千葉ロッテマリーンズ戦（西武ドーム）
福浦和也に四球を1つ与えた以外は完璧な投球内容で、9回二死までロッテを「無安打無得点」に抑えていたが、この日の「28人目の打者」である小坂誠に中前打されてノーヒットノーランを逃した。次のサブローにも右前打されたが、何とか後続を抑え、被安打2・与四球1の6-0での完封勝利を飾った。
2005年5月13日、対読売ジャイアンツ戦（インボイスSEIBUドーム）
西武時代のかつてのチームメイト（1995年 - 1996年）だった清原和博に与えた死球以外は走者を許さず、9回二死まで巨人を「無安打無得点」に抑えていた。しかし、この日の「28人目の打者」である清水隆行にスライダーを右翼席に弾き返され、ノーヒットノーランはおろか、完封さえ逃した。後続は断ち、被安打1・死球1の6-1での完投勝利だった。完全試合またはノーヒットノーランを達成していれば交流戦初、西武ドーム初の達成者だった。
2005年8月27日、対東北楽天ゴールデンイーグルス戦（インボイスSEIBUドーム）
この日の西武は守備陣も無失策で試合を進め、西口自身も2度の「未遂」の時以上の好投により、9回終了まで相手打線を「完全に抑える」試合内容であった。しかし生憎、相手投手の一場靖弘の178球の力投の前に西武打線が沈黙。9回裏も西武は得点することができず9回終了時0-0、このまま試合は延長戦に突入した。10回表のマウンドに上がった西口は、この回の先頭打者、この日の「28人目の打者」である沖原佳典に右前打を許し、完全試合・ノーヒットノーランの快挙をいずれも逃した。このように、9回終了時まで「完全試合」を続けるも味方打線の援護なく0-0のまま、続く延長回で被安打を喫し完全試合を逃した例はNPB史上初である。同様の形でノーヒットノーランを逃した例としては9人目であった。
その後は山﨑武司に四球を出すも、西口は相手を無失点に抑えた。続く10回裏の冒頭から登板した楽天の福盛和男から石井義人がサヨナラ適時打を打ち、試合は10回被安打1・与四球1の1-0での完封勝利となった。仮に西口がパーフェクトピッチングを続け、西武の打線の援護でサヨナラゲームを決めれば、1973年8月30日に江夏豊が中日ドラゴンズ戦で達成して以来の2度目の延長戦ノーヒットノーラン、延長戦完全試合は史上初の達成、32歳11か月では史上最年長（藤本英雄の32歳1か月が最年長）となるところであり、完全試合自体も1994年5月18日の槙原寛己の完全試合から約10年ぶりの完全試合となるところだった。
なお、現在この記録は完全試合の参考記録とされている。
被安打1の「準」完全試合
1996年9月23日の対近鉄バファローズ戦（西武球場）
上記の3試合のほかに以前にも、西口には被安打1の「準」完全試合ともいえる投球内容をしていた経験がある。この試合の西口は、初回に2番打者の水口栄二に安打を打たれたものの後続を全て抑え、打者28人を相手に被安打1の10奪三振、うち8連続奪三振の活躍（当時の日本記録は9連続奪三振）で6-0の完封勝ちを挙げた。このときの西口は1度目の「準」完全試合ともいえる投球内容だった。
2015年9月23日に行った西口の引退会見でも、「日本シリーズ未勝利と共にノーヒットノーランを達成できなかったことが心残りである」と述べた。
2022年5月6日、中日ドラゴンズ対阪神タイガース戦（バンテリンドーム）において、中日の先発・大野雄大が9回終了まで相手打線を完全に抑えながらも、0-0で延長戦に突入してしまい、そこで被安打を喫して完全試合達成を逃すという、2005年8月の西口のケースからNPB史上2度目となる出来事が発生した。その回の裏で中日はサヨナラ勝ちしており、西口同様、大野も完封勝利が記録されている。この試合の終了後、西口は「僕と一緒ですね」「1本打たれた後の方がさらにギアが入った」「大野投手も同じ気持ちだったんじゃないですかね」と球団を通じてコメントしている。なお、西口も大野も同じ9月26日生まれであることも取り上げられた。

### 監督として
監督としても、指揮するチームがノーヒットノーランを逃した例がある。埼玉西武ライオンズの監督に就任した2025年、3月11日の対阪神タイガース戦（ベルーナドーム）において、阪神打線を9回二死までノーヒットに抑えながらも、5番手のトレイ・ウィンゲンターが前川右京に遊撃への内野安打を許した。西口はリクエストするも判定は覆らず、オープン戦ながら快挙達成とはならなかった。同年4月18日、対福岡ソフトバンクホークス戦（ベルーナドーム）において、先発の今井達也が7回一死までノーヒットノーランの快投を見せるも、内野ゴロの間に1点を失い、無安打ながらノーヒット“ノーラン”を逃す珍事となった。その後今井は8回無安打1失点で降板し、続く平良海馬も最終回を無安打に抑えたことで、継投による“ノーヒットワンラン”という珍記録を61年ぶりに達成した。

## 詳細情報

### 年度別投手成績
| 年 度      | 球 団      | 登 板 | 先 発 | 完 投 | 完 封 | 無 四 球 | 勝 利 | 敗 戦 | セ 丨 ブ | ホ 丨 ル ド | 勝 率 | 打 者 | 投 球 回 | 被 安 打 | 被 本 塁 打 | 与 四 球 | 敬 遠 | 与 死 球 | 奪 三 振 | 暴 投 | ボ 丨 ク | 失 点 | 自 責 点 | 防 御 率 | W H I P |
| ---------- | ---------- | ----- | ----- | ----- | ----- | -------- | ----- | ----- | -------- | ----------- | ----- | ----- | -------- | -------- | ----------- | -------- | ----- | -------- | -------- | ----- | -------- | ----- | -------- | -------- | ------- |
| 1995       | 西武       | 9     | 4     | 1     | 1     | 0        | 2     | 0     | 0        | --          | 1.000 | 183   | 45.1     | 43       | 2           | 10       | 1     | 0        | 34       | 0     | 0        | 15    | 10       | 1.99     | 1.18    |
| 1996       | 西武       | 31    | 27    | 13    | 2     | 2        | 16    | 10    | 1        | --          | .615  | 849   | 210.1    | 172      | 21          | 74       | 1     | 2        | 173      | 4     | 0        | 77    | 74       | 3.17     | 1.18    |
| 1997       | 西武       | 32    | 26    | 10    | 0     | 2        | 15    | 5     | 1        | --          | .750  | 871   | 207.2    | 187      | 20          | 68       | 3     | 5        | 192      | 1     | 0        | 85    | 72       | 3.12     | 1.25    |
| 1998       | 西武       | 33    | 25    | 8     | 5     | 1        | 13    | 12    | 4        | --          | .520  | 757   | 181.0    | 160      | 16          | 73       | 0     | 4        | 148      | 1     | 1        | 80    | 68       | 3.38     | 1.31    |
| 1999       | 西武       | 29    | 27    | 7     | 3     | 0        | 14    | 10    | 0        | --          | .583  | 732   | 179.1    | 141      | 20          | 55       | 2     | 3        | 141      | 3     | 0        | 72    | 68       | 3.41     | 1.11    |
| 2000       | 西武       | 24    | 20    | 4     | 2     | 1        | 11    | 5     | 0        | --          | .688  | 618   | 145.2    | 136      | 22          | 59       | 0     | 3        | 131      | 2     | 0        | 62    | 61       | 3.77     | 1.36    |
| 2001       | 西武       | 28    | 28    | 1     | 0     | 0        | 14    | 9     | 0        | --          | .609  | 730   | 165.1    | 156      | 18          | 85       | 0     | 6        | 143      | 6     | 0        | 85    | 80       | 4.35     | 1.50    |
| 2002       | 西武       | 29    | 29    | 3     | 2     | 0        | 15    | 10    | 0        | --          | .600  | 753   | 182.0    | 166      | 25          | 51       | 1     | 5        | 180      | 3     | 1        | 76    | 71       | 3.51     | 1.22    |
| 2003       | 西武       | 14    | 14    | 0     | 0     | 0        | 6     | 3     | 0        | --          | .667  | 349   | 76.1     | 85       | 19          | 31       | 1     | 3        | 69       | 1     | 0        | 60    | 58       | 6.84     | 1.56    |
| 2004       | 西武       | 21    | 21    | 0     | 0     | 0        | 10    | 5     | 0        | --          | .667  | 506   | 117.1    | 97       | 19          | 56       | 1     | 4        | 112      | 4     | 0        | 50    | 42       | 3.22     | 1.34    |
| 2005       | 西武       | 25    | 25    | 3     | 1     | 0        | 17    | 5     | 0        | 0           | .773  | 701   | 172.0    | 157      | 13          | 34       | 0     | 9        | 137      | 5     | 0        | 55    | 53       | 2.77     | 1.16    |
| 2006       | 西武       | 26    | 26    | 2     | 0     | 0        | 9     | 9     | 0        | 0           | .500  | 767   | 177.1    | 175      | 22          | 65       | 2     | 9        | 154      | 0     | 0        | 76    | 70       | 3.55     | 1.41    |
| 2007       | 西武       | 25    | 25    | 0     | 0     | 0        | 9     | 11    | 0        | 0           | .450  | 648   | 153.2    | 149      | 18          | 44       | 1     | 6        | 103      | 2     | 0        | 78    | 73       | 4.28     | 1.30    |
| 2008       | 西武       | 22    | 21    | 0     | 0     | 0        | 8     | 6     | 0        | 0           | .571  | 517   | 116.1    | 125      | 18          | 48       | 2     | 4        | 92       | 5     | 0        | 69    | 65       | 5.03     | 1.52    |
| 2009       | 西武       | 25    | 16    | 0     | 0     | 0        | 4     | 4     | 0        | 3           | .500  | 423   | 93.1     | 110      | 14          | 38       | 2     | 4        | 60       | 3     | 0        | 55    | 53       | 5.11     | 1.59    |
| 2010       | 西武       | 13    | 12    | 0     | 0     | 0        | 3     | 2     | 0        | 0           | .600  | 261   | 57.1     | 65       | 8           | 27       | 0     | 2        | 43       | 0     | 0        | 36    | 35       | 5.49     | 1.61    |
| 2011       | 西武       | 22    | 22    | 2     | 1     | 0        | 11    | 7     | 0        | 0           | .611  | 566   | 140.0    | 104      | 5           | 41       | 1     | 8        | 104      | 2     | 1        | 44    | 40       | 2.57     | 1.04    |
| 2012       | 西武       | 14    | 14    | 0     | 0     | 0        | 5     | 2     | 0        | 0           | .714  | 347   | 81.2     | 77       | 4           | 29       | 0     | 1        | 44       | 2     | 0        | 35    | 34       | 3.75     | 1.30    |
| 2013       | 西武       | 4     | 4     | 0     | 0     | 0        | 0     | 2     | 0        | 0           | .000  | 58    | 10.2     | 18       | 2           | 9        | 0     | 0        | 7        | 0     | 0        | 10    | 10       | 8.44     | 2.53    |
| 2014       | 西武       | 8     | 0     | 0     | 0     | 0        | 0     | 0     | 0        | 0           | .000  | 51    | 11       | 10       | 3           | 8        | 0     | 3        | 11       | 1     | 0        | 10    | 6        | 4.91     | 1.64    |
| 2015       | 西武       | 2     | 1     | 0     | 0     | 0        | 0     | 1     | 0        | 0           | .000  | 19    | 4.0      | 6        | 1           | 1        | 0     | 0        | 4        | 1     | 0        | 4     | 4        | 9.00     | 1.75    |
| 通算：21年 | 通算：21年 | 436   | 387   | 54    | 17    | 6        | 182   | 118   | 6        | 3           | .607  | 10706 | 2527.2   | 2339     | 290         | 906      | 18    | 81       | 2082     | 46    | 3        | 1134  | 1047     | 3.73     | 1.28    |

- 各年度の太字はリーグ最高

### タイトル
- 最多勝利：2回（1997年、1998年）
- 最多奪三振：2回（1997年、1998年）
- 最高勝率：1回（1997年）

### 表彰
- 沢村栄治賞：1回（1997年）※シーズン完封無しでの受賞は史上初（後に前田健太も記録）
- 最優秀選手：1回（1997年）
- ベストナイン：2回（1997年、1998年）
- ゴールデングラブ賞：3回（1997年、1998年、2002年）
- IBMプレイヤー・オブ・ザ・イヤー賞：1回（1997年）
- 最優秀バッテリー賞：3回
  - 1996年 捕手：伊東勤
  - 1997年 捕手：伊東勤
  - 1998年 捕手：伊東勤
    - ※3回は投手の最多タイ記録[注 8]、同一バッテリーでは史上最多タイ・史上最長タイの3年連続受賞[注 9]
- 月間MVP：5回（1996年5月、1998年8月、2002年8月、2005年7月、2007年4月）
- 「ジョージア魂」賞：1回（2011年度第10回）
- パ・リーグ連盟特別表彰：1回（功労賞：2015年）
- 立正大学校友会奨励賞[42]（2015年）

### 記録
初記録
- 初登板：1995年8月16日、対福岡ダイエーホークス18回戦（福岡ドーム）、5回裏に2番手として救援登板、3回0/3を2失点
- 初奪三振：同上、5回裏に秋山幸二から
- 初先発・初勝利：1995年9月10日、対千葉ロッテマリーンズ25回戦（千葉マリンスタジアム）、8回0/3を3失点
- 初完投勝利・初完封勝利：1995年9月23日、対福岡ダイエーホークス22回戦（福岡ドーム）
- 初セーブ：1996年4月23日、対オリックス・ブルーウェーブ4回戦（西武ライオンズ球場）、9回表二死に5番手で救援登板・完了、1/3回無失点
- 初ホールド：2009年5月28日、対阪神タイガース2回戦（阪神甲子園球場）、8回裏に3番手として救援登板、1回無失点
- 初安打・初打点：2005年5月6日、対広島東洋カープ1回戦（広島市民球場）、3回表にトム・デイビーから中前2点適時打

節目の記録
- 1000投球回：2001年4月28日、対千葉ロッテマリーンズ6回戦（西武ドーム）、4回表一死目に小坂誠を三振で達成 ※史上289人目
- 1000奪三振：2002年5月4日、対千葉ロッテマリーンズ6回戦（千葉マリンスタジアム）、2回裏に初芝清から ※史上107人目
- 100勝：2002年10月9日、対オリックス・ブルーウェーブ27回戦（グリーンスタジアム神戸）、先発で7回1失点 ※史上118人目
- 1500投球回：2004年8月13日、対北海道日本ハムファイターズ21回戦（西武ドーム）、5回表三死目に坪井智哉を一塁ゴロで達成 ※史上153人目
- 1500奪三振：2006年5月6日、対福岡ソフトバンクホークス7回戦（インボイスSEIBUドーム）、6回表にフリオ・ズレータから ※史上46人目
- 150勝：2007年8月17日、対オリックス・バファローズ17回戦（グッドウィルドーム）、先発登板で8回無失点 ※史上46人目
- 2000投球回：2007年9月18日、対オリックス・バファローズ20回戦（京セラドーム大阪）、3回裏三死目に平下晃司を一塁ゴロで達成 ※史上83人目
- 2000奪三振：2011年10月6日、対オリックス・バファローズ24回戦（西武ドーム）、1回表にT-岡田から空振り三振 ※史上21人目
- 2500投球回：2012年7月6日、対東北楽天ゴールデンイーグルス8回戦（西武ドーム）、1回表三死目にホセ・フェルナンデスを三塁ゴロで達成 ※史上45人目

その他の記録
- 1イニング4奪三振：1997年4月12日、対千葉ロッテマリーンズ2回戦（千葉マリンスタジアム）、2回裏に山下徳人、大村巌（振り逃げ）、ジェイソン・トンプソン、吉鶴憲治から ※史上4人目、5度目
- 7年連続防御率十傑入り（1996年 - 2002年）※史上8人目
- 8者連続奪三振：1996年9月22日、対近鉄バファローズ24回戦（西武ライオンズ球場）
- 11年連続2桁奪三振試合達成（1996年 - 2006年）※パ・リーグ記録
- 先発登板し102試合連続完投なし：2006年6月11日 - 2011年8月21日 ※当時のNPB記録
- 日本シリーズ5連敗（未勝利） ※NPB記録
- フランチャイズ・プレイヤー：1994年の入団から引退まで21年間移籍なし
- 開幕投手：5回（1997年、1998年、1999年、2006年、2007年）
- オールスターゲーム出場：4回（1996年、1997年、1999年、2005年）

### 背番号
- 13（1995年 - 2015年）[5]
- 85（2016年台湾の統一ライオンズ臨時コーチ）
- 74（2017年 - ）

## 関連情報

### 著書
- 『自然体』ベースボール・マガジン社、2015年12月。ISBN 978-4583109473。